# Vicente Tirado
Vicente Tirado Ochoa (Miguel Esteban, 13 de enero de 1963) es un político español del Partido Popular (PP), diputado y senador en la vii y viii y de la XIII legislaturas de las Cortes Generales, diputado autonómico de la vii, viii y ix legislaturas de las Cortes de Castilla-La Mancha y presidente de dicha cámara en el transcurso de su viii legislatura. Desde el 21 de mayo de 2019 es diputado en las Cortes Generales de la XIII Legislatura por la circunscripción de Toledo, así como presidente de la Comisión Mixta de Seguridad Nacional.

## Biografía
Nacido el 13 de enero de 1963 en la localidad toledana de Miguel Esteban, se licenció en derecho en la Universidad Complutense de Madrid. Desempeñó los cargos de concejal del Ayuntamiento de Villafranca de los Caballeros (elegido en las municipales de 1995 y 1999), y de diputado provincial de Toledo.
En las elecciones generales de 2000 resultó elegido senador por Toledo, desempeñando el cargo en la vii legislatura de las Cortes Generales. Candidato a diputado en las generales de 2004, no salió elegido; sin embargo, en el transcurso de la viii legislatura, en septiembre de 2006, reemplazó a Ana Palacio en el Congreso por Toledo; causó a su vez baja en junio de 2007, cuando cedió el acta a Miguel Ángel de la Rosa Martín.
Elegido en 2007, fue diputado de la vii legislatura de las Cortes de Castilla-La Mancha. Repitió su elección como diputado autonómico en las comicios autonómicos de 2011; el día de constitución de la legislatura, 16 de junio, se convirtió en presidente de la cámara.
También volvió a ser elegido diputado en las elecciones a las Cortes de Castilla-La Mancha de 2015; pasó a desempeñar el cargo de vicepresidente segundo de la Mesa de las Cortes en la ix legislatura; hasta que en las elecciones generales de España de abril de 2019 resultó elegido diputado por Toledo, cargo que renovó en las elecciones generales de España de noviembre de 2019.